# Фази Френка-Каспера

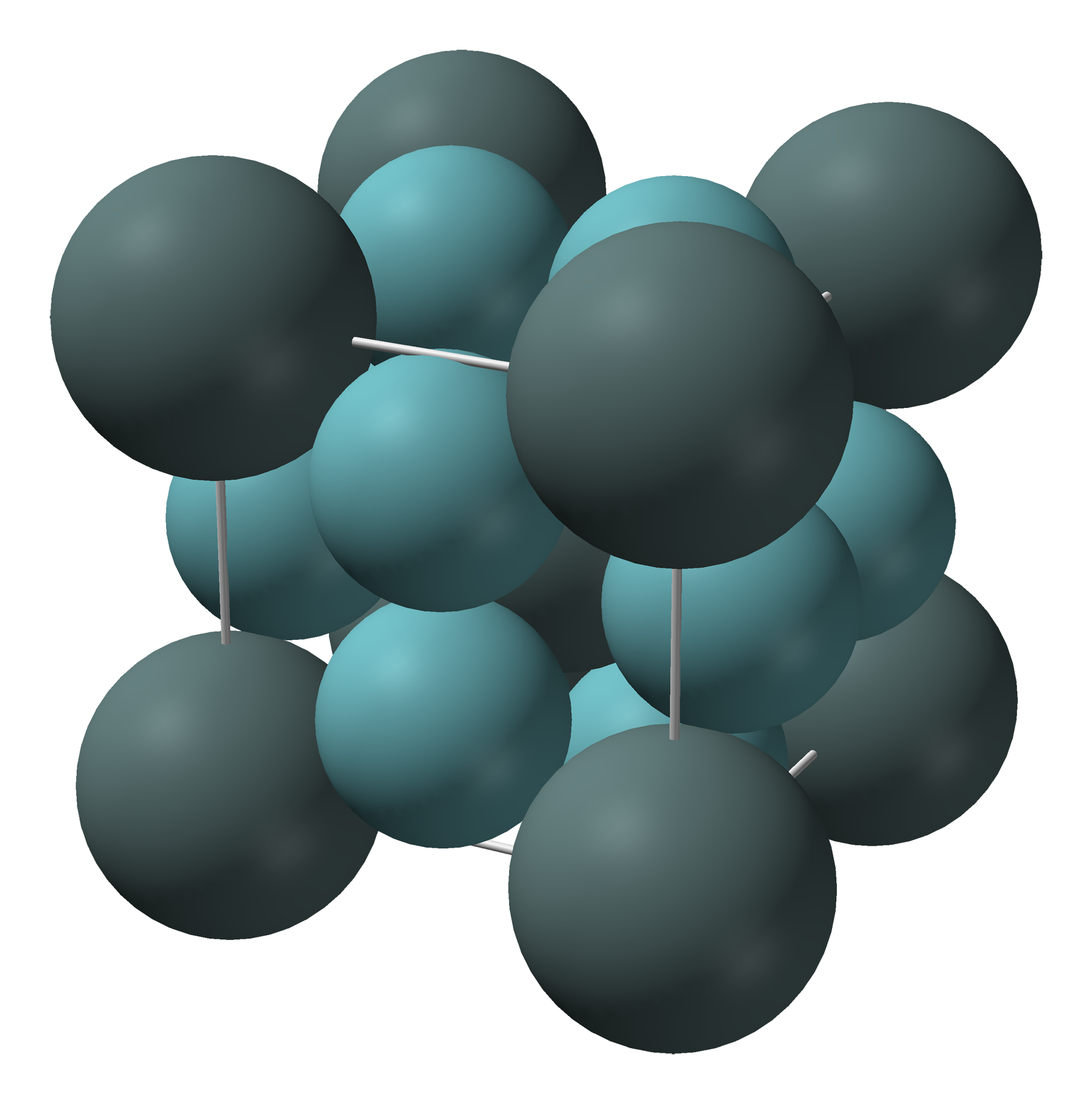
Елементарна комірка фаз A15 Nb_{3}Sn

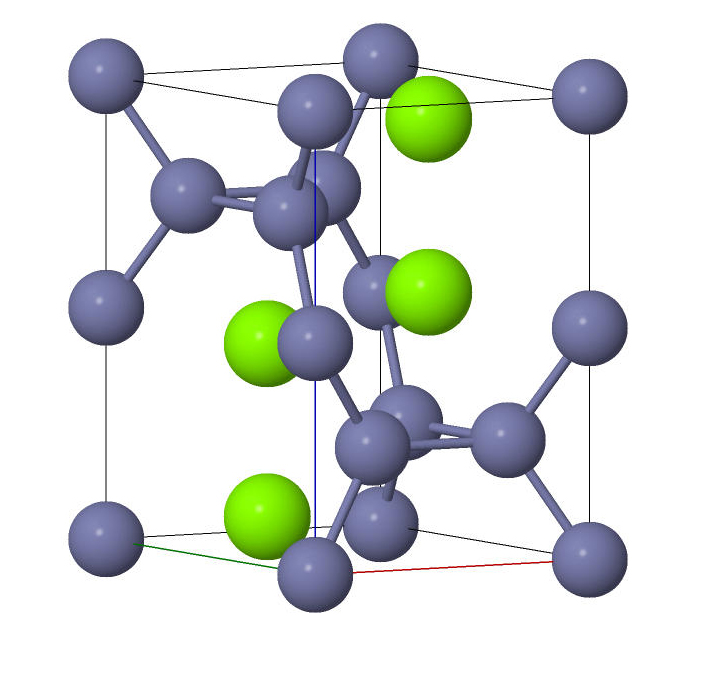
Елементарна комірка фази Лавеса зі структурою MgZn_{2} (атоми магнію зелені, а цинку - фіолетові).

Фази топологічно щільного пакування, також відомі як фази Френка-Каспера, є однією з найбільших груп інтерметалічних сполук, відомих своєю складною кристалографічною структурою та фізичними властивостями. Завдяки поєднанню періодичної та аперіодичної структури деякі такі фази належать до класу квазікристалів. Ці фази можуть використовуватися як високотемпературні конструкційні та надпровідні матеріали; однак, їхні фізичні властивості залишаються недостатньо дослідженими. Складна структура і часто нестехіометричний склад фаз Френка-Каспера робить їх хорошими об'єктами для теоретичних розрахунків.

## Історія
У 1958 р. Френк і Каспер у своїй роботі, що досліджувала структуру багатьох складних сплавів, показали, що неікосаедричні середовища утворюють відкриту мережу (головний скелет). Вони запропонували методологію пакування асиметричних ікосаедрів у кристалі, використовуючи інші багатогранники з більшим координаційними числами та атомами. Ці координаційні багатогранники були сконструйовані для отримання топологічно щільного пакування.

## Класифікація геометрії елементарних комірок
На основі тетраедричних одиниць кристалографічні структури фаз Френка-Каспера класифікуються на низькі та високі багатогранні групи, що позначаються їх координаційними числами (CN). Деякі атоми мають ікосаедричну структуру з низькою координацією - CN12. Деякі мають вищі координаційні числа 14, 15 та 16, позначені відповідно CN14, CN15 та CN16. Ці атоми з вищими координаційними числами утворюють безперервні мережі, з'єднані вздовж напрямків, де п'ятикратна ікосаедрична симетрія замінена шестикратною локальною симетрією.

## Класичні фази Френка-Каспера
Найбільш поширеними членами сімейства фаз Френка-Каспера є: A15, фази Лавеса, σ, μ, M, P та R фази.
Фази A15 — це інтерметалідні сплави із середнім координаційним числом 13,5 та вісьмома одиницями стехіометрії A3B на одну елементарну кристалічну комірку, де два атоми B перебувають в  ікосаедричній координації (CN12), а шість атомів A мають коодинауійне число 14. Приклад, Nb3Ge — надпровідник зі структурою A15.
Фази Лавеса — це інтерметалідні сполуки, що складаються з багатогранників CN12 і CN16 зі стехіометрією AB2, зазвичай зустрічаються в бінарних металевих системах, таких як MgZn2. Через малу розчинність структур AB2, фази Лавеса є майже лінійними сполуками (фази, що мають майже лінійні поля складу (вужчі ніж 1%) на фазових діаграмах), хоча іноді вони можуть мати широку область однорідності.
Фази сигма (σ) — це інтерметалідні сполуки, відомі тим, що не мають певного стехіометричного складу, і утворюються при співвідношенні електронів до атомів від 6,2 до 7. Фаза сигма має примітивну тетрагональну елементарну комірку з 30 атомами. Наприклад, CrFe — типовий сплав, що кристалізується у фазі σ при еквіатомному складі.
μ-фаза має ідеальну стехіометрію A6B7, з її прототипом W6Fe7, що містить ромбоедричну комірку з 13 атомами. Сплав Nb10Ni9Al3 є також сплавом μ-фази. Він має орторомбічну просторову групу з 52 атомами в елементарній комірці.
Нові фази Френка-Каспера продовжують віднаходитися. Наприклад, сплав Cr9Mo21Ni20 є прототипом для P-фази. Він має примітивну орторомбічну комірку з 56 атомами. Сплав Co5Cr2Mo3 є прототипом R-фази, яка належить до ромбоедричної космічної групи з 53 атомами на комірку.

## Застосування
Матеріали фази Френка-Каспера були відзначені за їх високотемпературну структуру та як надпровідні матеріали. Складна структура і часто нестехіометричний склад фаз Френка-Каспера робить їх хорошими об'єктами для теоретичних розрахунків. Фази A15, Лавеса та σ мають найбільший потенціал для практичного застосування. Сполуки A15 є важливими інтерметалідними надпровідниками, що використовуються у надпровідних дротах. Серед них є Nb3Sn, Nb3Zr і Nb3Ti. Більшість надпровідних магнітів побудовано із сплаву Nb3Ti. Розуміння процесів формування σ-фази є важливим для матеріалознавства оскільки навіть невеликий вміст σ-фази значно зменшує гнучкість та погіршує стійкість матеріалу до ерозії. Хоча додавання вогнетривких елементів, таких як W, Mo або Re до фаз Френка-Каспера, сприяє підвищенню теплових властивостей таких сплавів як сталі або суперсплави на основі нікелю, це також збільшує ризик небажаних осадів в інтерметалідних сполуках.